# 1830年至1831年教宗選舉秘密會議
1830年至1831年教宗選舉秘密會議因庇護八世在1830年11月30日離世後而召集舉行。會議從1830年11月30日開始，經過83輪投票後，樞機團於1831年2月2日選出巴托洛梅奧·阿爾貝托·卡佩拉里樞機為新教宗，並取名號為「額我略十六世」。

## 樞機選舉人
儘管當時共有54位樞機，但由於有9位樞機因種種原因而無法出席，故此只有45位樞機能夠參與該次秘密會議。
| 樞機選舉人分布 |                                                      |
| -------------- | ---------------------------------------------------- |
| 歐洲           | 54                                                   |
| 北美洲         | 0                                                    |
| 拉丁美洲       | 0                                                    |
| 非洲           | 0                                                    |
| 亞洲           | 0                                                    |
| 大洋洲         | 0                                                    |
| 出席選舉人     | 45                                                   |
| 缺席           | 9                                                    |
| 前任教宗       | 庇護八世（1829年至1830年）                           |
| 新任教宗       | 額我略十六世（1831年至1846年）                       |
| 否決權         | 西班牙國王費爾南多七世提出否決 賈科莫·吉斯蒂尼尼樞機 |

以下為出席的部分樞機選舉人：
- 巴洛繆奧·帕卡（英语：Bartolomeo Pacca），主教級樞機及樞機團團長
- 皮特羅·弗朗切斯科·加萊菲（英语：Pietro Francesco Galleffi），主教級樞機、樞機團副團長及總務樞機
- 路易吉·拉福·西拉（英语：Luigi Ruffo-Scilla），司鐸級樞機及首席司鐸（英语：Protopriest）
- 朱塞佩·阿爾巴尼（英语：Giuseppe Albani），執事級樞機及首席助祭（英语：Protodeacon）
- 巴托洛梅奧·阿爾貝托·卡佩拉里樞機，司鐸級樞機，後來當選成為教宗

以下為缺席的樞機選舉人：
- 喬瓦尼·卡恰-皮亞蒂（義大利語：Giovanni Caccia Piatti），執事級樞機
- 弗朗西斯科·哈維爾·西恩富戈斯·和霍韋亞諾斯（英语：Francisco Javier de Cienfuegos y Jovellanos），司鐸級樞機
- 切薩雷·布蘭卡多羅（義大利語：Cesare Brancadoro），司鐸級樞機
- 博納文圖拉·加佐拉（義大利語：Bonaventura Gazola），司鐸級樞機
- 泰雷西奥·費雷羅·德拉·馬莫拉（義大利語：Teresio Ferrero della Marmora）
- 魯道夫大公，司鐸級樞機
- 帕特里西奧·達·席爾瓦（葡萄牙語：Patrício da Silva）
- 亞歷山大·桑德爾·魯德奈·德雷庫卡法魯斯（英语：Alexander Rudnay）
- 讓-巴蒂斯特·德·拉迪（英语：Jean-Baptiste de Latil），司鐸級樞機

原則上，参加選舉的樞機可以投票給任何已受洗的成年男性天主教徒（即樞機可以投票給非樞機者）。然而，自1378年以來都是樞機當選教宗。

## 選情
選舉秘密會議於1830年12月14日下午開始，開始時共有35位樞機出席，而其餘9位則於其他時間到場。樞機團團長於1831年1月7日收到一封有關禁止樞機出任教宗的信件，裡面表示賈科莫·吉斯蒂尼尼樞機已被西班牙王室禁止出任教宗。一天後，胡安·弗朗西斯科·馬科·伊卡塔爾倫樞機向全體參與選舉秘密會議的樞機宣告吉斯蒂尼尼樞機喪失出任教宗之權。
1831年1月21日，約阿希姆-讓-澤維爾·迪伊佐阿爾樞機代表法國王室否決文森佐·麥基樞機，但是王室的計劃因迪伊佐阿爾沒有跟從提出否決的規定而告吹。2月2日，樞機團召開第83輪投票，巴托洛梅奧·阿爾貝托·卡佩拉里樞機得到最少三分之二的出席樞機支持而當選教宗。為了紀念教宗額我略一世，他取名號為「額我略十六世」。由於新教宗並無晉牧為主教，故樞機團團長就即時為他晉牧成為主教。
樞機團選出新教宗後，首席助祭朱塞佩·阿爾巴尼樞機登上奎里納萊宮的露台並向信眾以拉丁語宣布新教宗的姓名及名號。該拉丁語宣布如下：
|  | Annuncio vobis gaudium magnum: PAPAM HABEMUS! Eminentissimum ac reverendissimum Dominum Maurum Sanctae Romanae Ecclesiae Presbyterum tituli sancti Calysti Cardinalem Cappellari, qui sibi nomen imposuit Gregorium Sextum Decimum |

中文翻譯如下：
|  | 我十分高興向你們宣布： 我們有了教宗！ 他是領聖卡里斯托教堂司鐸銜及最傑出和最可敬的神聖羅馬教會司鐸級樞機毛羅·卡佩拉里 並以「額我略十六世」作為他的名號 |

## 軼事
- 這是19世紀至今舉行時間最長和進行最多輪投票的教宗選舉秘密會議，一共舉行50天及進行83輪投票[3]。
- 額我略十六世是自19世紀至今惟一一位當選時並無晉牧為主教的教宗。[6][10]

## 資料來源
1. 1 2 3 4 5 6 7  . The Hierarchy of the Catholic Church.   [2017-05-04]. （原始内容存档于2016-12-07） （英语）.
2. ↑  Editors of Encyclopædia Britannica. . Encyclopædia Britannica.   [2017-05-04]. （原始内容存档于2016-03-24） （英语）.
3. 1 2  Philip Bump. . The Atlantic. 2013-03-12  [2017-05-05]. （原始内容存档于2020-11-03） （英语）.
4. 1 2 3 4 5  John Paul Adams. . California State University Northridge.   [2017-05-05]. （原始内容存档于2016-03-03） （英语）.
5. ↑  Roger Collins. . Basic Books. 2009-02-24  [2017-05-05]. （原始内容存档于2020-05-09） （英语）.
6. 1 2  P.C.Thomas. . St Pauls BYB. 1992: 第166頁  [2017-05-05]. （原始内容存档于2020-05-09） （英语）.
7. ↑  John-Peter Pham. . Oxford University Press. 2004-11-30: 第20至21頁  [2017-05-05]. （原始内容存档于2020-05-09） （英语）.
8. ↑  Gaetano Moroni. . In Venezia : Tipografia Emiliana. 1840: 第317頁  [2017-05-05] （意大利语）.
9. ↑  Herbert Vaughan. . Lulu Press, Inc. 2016-03-29  [2017-05-05] （英语）.
10. ↑  . The Hierarchy of the Catholic Church.   [2017-05-05]. （原始内容存档于2020-10-19） （英语）.